# Я̄
Я̄, я̄(야 마크론)는 키릴 문자의 일종이다. 알류트어, 에벤크어, 인구시어, 만시어, 나나이어, 네기달어, 울치어, 킬딘 사미어, 셀쿠프어, 체첸어에서 사용된다.